# بروتين الصويا
بروتين الصويا  (بالإنجليزية: Soy protein)‏ هو بروتين مُستخلص من فول الصويا، ومكون غذائي صناعي رئيسي. يُنتج من دقيق فول الصويا [الإنجليزية] منزوع القشرة والدهون. يُستخدم منذ عام 1959 في الصناعات الغذائية بفضل خصائصه الوظيفية. يتركز بروتين الصويا بشكل رئيسي في الأجسام البروتينية، التي تشكل ما لا يقل عن ستين إلى سبعين في المئة من إجمالي البروتين الموجود في فول الصويا. يُهضم البروتين وتنقل الأحماض الأمينية المحررة إلى مواقع نمو البذورعند إنبات فول الصويا الذي يحتوى على بروتين تخزين ألبومين 2S.

## التاريخ
في عام 1936، توفر بروتين الصويا بفضل خصائصه الوظيفية. حيثُ صمم الباحث بيرسي لافون جوليان أول مصنع لاستخلاص بروتين الصويا الصناعي المعروف باسم (ألفا بروتين). كان الاستخدام الأكبر لبروتين الصويا الصناعي في تغليف الورق كرباط للأصباغ، ولا يزال هذا هو الاستخدام الرئيسي له.
عند بداية الحرب العالمية الثانية، أرسلت شركة غليدن [الإنجليزية] عينة من بروتين الصويا المعزول (ألفا) الذي اخترعه جوليان إلى شركة ناشونال فوم سيستم والتي استخدمته لتطوير أيرو فوم (بالإنجليزية: Aero-Foam)‏.
استخدمت بحرية الولايات المتحدة بروتين الصويا لإطفاء الحرائق، وأطلقت عليه اسم حساء الفاصوليا (بالإنجليزية: bean soup)‏. وعلى الرغم من أنه لم يكن بالضبط من ابتكار الدكتور جوليان، إلا أن العناية الدقيقة التي أُعطيت لتحضير بروتين الصويا أخرجت رغوة إطفاء الحريق. عند تميؤ بروتين الصويا المعزول في تيار مائي، يتحول الخليط إلى رغوة باستخدام فوهة تهوية. استخدمت رغوة بروتين الصويا لإخماد حرائق النفط والبنزين على متن السفن، وكانت مفيدة بشكل خاص على حاملات الطائرات.

## الاستخدام
يُستخدم بروتين الصويا في العديد من الأطعمة، مثل صلصلة السلطة، والحساء، وبدائل اللحوم، والأجبان، ومُبيض القهوة، والحلويات المجمدة، والقشدة المخفوقة، وحليب الأطفال، والخبز، وحبوب الإفطار، والمعكرونة وأطعمة الحيوانات الأليفة [الإنجليزية].